# Sam Tingle
Sam Tingle (ur. 24 sierpnia 1924 roku w Manchesterze, zm. 19 grudnia 2008 roku w Somerset West) – rodezyjski później zimbabwejski kierowca wyścigowy.

## Wyniki w Formule 1
| Legenda oznaczeń w tabelach wyników Wyświetl szablon na nowej stronie | Legenda oznaczeń w tabelach wyników Wyświetl szablon na nowej stronie                                                                     |
| Oznaczenie                                                            | Wyjaśnienie |
| --------------------------------------------------------------------- | --- |
| Złoty                                                                 | Zwycięzca lub mistrzostwo |
| Srebrny                                                               | 2. miejsce lub wicemistrzostwo |
| Brązowy                                                               | 3. miejsce lub II wicemistrzostwo |
| Zielony                                                               | Ukończył, punktował (w klasyfikacji generalnej, gdy zdobył co najmniej jeden punkt na przestrzeni sezonu, poza trzema powyższymi opcjami) |
| Niebieski                                                             | Ukończył, nie punktował (w klasyfikacji generalnej, gdy nie zdobył co najmniej jednego punktu na przestrzeni sezonu)                      |
| Czerwony                                                              | Nie zakwalifikował się (NZ) |
| Czerwony                                                              | Nie prekwalifikował się (NPK) |
| Różowy                                                                | Nie ukończył (NU) |
| Różowy                                                                | Niesklasyfikowany (NS) (w klasyfikacji generalnej, gdy nie został sklasyfikowany w żadnym wyścigu sezonu)                                 |
| Czarny                                                                | Zdyskwalifikowany (DK) |
| Czarny                                                                | Wykluczony (WYK/EX) |
| Biały                                                                 | Nie wystartował (NW) |
| Biały                                                                 | Kontuzjowany (K/INJ) |
| Biały                                                                 | Wyścig odwołany (OD/C) |
| Bez koloru                                                            | Został wycofany (WYC/WD) |
| Bez koloru                                                            | Nie przybył (NP/DNA) |
| Bez koloru                                                            | Nie brał udziału w treningach (NT/DNP) |
| Bez koloru                                                            | Nie został zgłoszony (–) |
| Pogrubienie                                                           | Start z pole position |
| Kursywa                                                               | Najszybsze okrążenie wyścigu |
| †                                                                     | Nie ukończył, ale jego rezultat został zaliczony ze względu na przejechanie więcej niż 90% dystansu wyścigu.                              |
| *                                                                     | Sezon w trakcie |
| 1/2/3                                                                 | Punktowana pozycja w sprincie kwalifikacyjnym                                                                                             |
| Lista systemów punktacji Formuły 1                                    | |

| Rok  | Zespół       | Bolid        | Silnik        | Wyniki w poszczególnych eliminacjach | Wyniki w poszczególnych eliminacjach | Wyniki w poszczególnych eliminacjach | Wyniki w poszczególnych eliminacjach | Wyniki w poszczególnych eliminacjach | Wyniki w poszczególnych eliminacjach | Wyniki w poszczególnych eliminacjach | Wyniki w poszczególnych eliminacjach | Wyniki w poszczególnych eliminacjach | Wyniki w poszczególnych eliminacjach | Wyniki w poszczególnych eliminacjach | Wyniki w poszczególnych eliminacjach | Pozycja | Punkty |
| ---- | ------------ | ------------ | ------------- | ------------------------------------ | ------------------------------------ | ------------------------------------ | ------------------------------------ | ------------------------------------ | ------------------------------------ | ------------------------------------ | ------------------------------------ | ------------------------------------ | ------------------------------------ | ------------------------------------ | ------------------------------------ | ------- | ------ |
| 1963 | Sam Tingle   | LDS Mk1      | Alfa Romeo R4 | MON                                  | BEL                                  | HOL                                  | FRA                                  | GBR                                  | GER                                  | ITA                                  | USA                                  | MEX                                  | RPA                                  |                                      |                                      | NS      | 0      |
| 1963 | Sam Tingle   | LDS Mk1      | Alfa Romeo R4 | -                                    | -                                    | -                                    | -                                    | -                                    | -                                    | -                                    | -                                    | -                                    | NU                                   |                                      |                                      | NS      | 0      |
| 1965 | Sam Tingle   | LDS Mk2      | Alfa Romeo R4 | RPA                                  | MON                                  | BEL                                  | FRA                                  | GBR                                  | HOL                                  | GER                                  | ITA                                  | USA                                  | MEX                                  |                                      |                                      | NS      | 0      |
| 1965 | Sam Tingle   | LDS Mk2      | Alfa Romeo R4 | 13                                   | -                                    | -                                    | -                                    | -                                    | -                                    | -                                    | -                                    | -                                    | -                                    |                                      |                                      | NS      | 0      |
| 1967 | Sam Tingle   | LDS Mk3      | Climax R4     | RPA                                  | MON                                  | HOL                                  | BEL                                  | FRA                                  | GBR                                  | GER                                  | KAN                                  | ITA                                  | USA                                  | MEX                                  |                                      | NS      | 0      |
| 1967 | Sam Tingle   | LDS Mk3      | Climax R4     | NU                                   | -                                    | -                                    | -                                    | -                                    | -                                    | -                                    | -                                    | -                                    | -                                    | -                                    |                                      | NS      | 0      |
| 1968 | Team Gunston | LDS Mk3      | Repco V8      | RPA                                  | ESP                                  | MON                                  | BEL                                  | HOL                                  | FRA                                  | GBR                                  | GER                                  | ITA                                  | KAN                                  | USA                                  | MEX                                  | NS      | 0      |
| 1968 | Team Gunston | LDS Mk3      | Repco V8      | NU                                   | -                                    | -                                    | -                                    | -                                    | -                                    | -                                    | -                                    | -                                    | -                                    | -                                    | -                                    | NS      | 0      |
| 1969 | Team Gunston | Brabham BT24 | Repco V8      | RPA                                  | ESP                                  | MON                                  | HOL                                  | FRA                                  | GBR                                  | GER                                  | ITA                                  | KAN                                  | USA                                  | MEX                                  |                                      | NS      | 0      |
| 1969 | Team Gunston | Brabham BT24 | Repco V8      | 8                                    | -                                    | -                                    | -                                    | -                                    | -                                    | -                                    | -                                    | -                                    | -                                    | -                                    |                                      | NS      | 0      |